# NGC 6134
NGC 6134 (również OCL 968 lub ESO 226-SC9) – gromada otwarta znajdująca się w gwiazdozbiorze Węgielnicy. Odkrył ją James Dunlop 10 maja 1826 roku. Jest położona w odległości ok. 3 tys. lat świetlnych od Słońca.